# To Byer
To Byer er en amerikansk stumfilm fra 1917 af Frank Lloyd.

## Medvirkende
- William Farnum som Charles Darnay / Sydney Carton
- Jewel Carmen som Lucie Manette
- Charles Clary som Marquis St.Evenmonde
- Herschel Mayall som Jacques Defarge
- Rosita Marstini som Therese Defarge